# Hagyomány

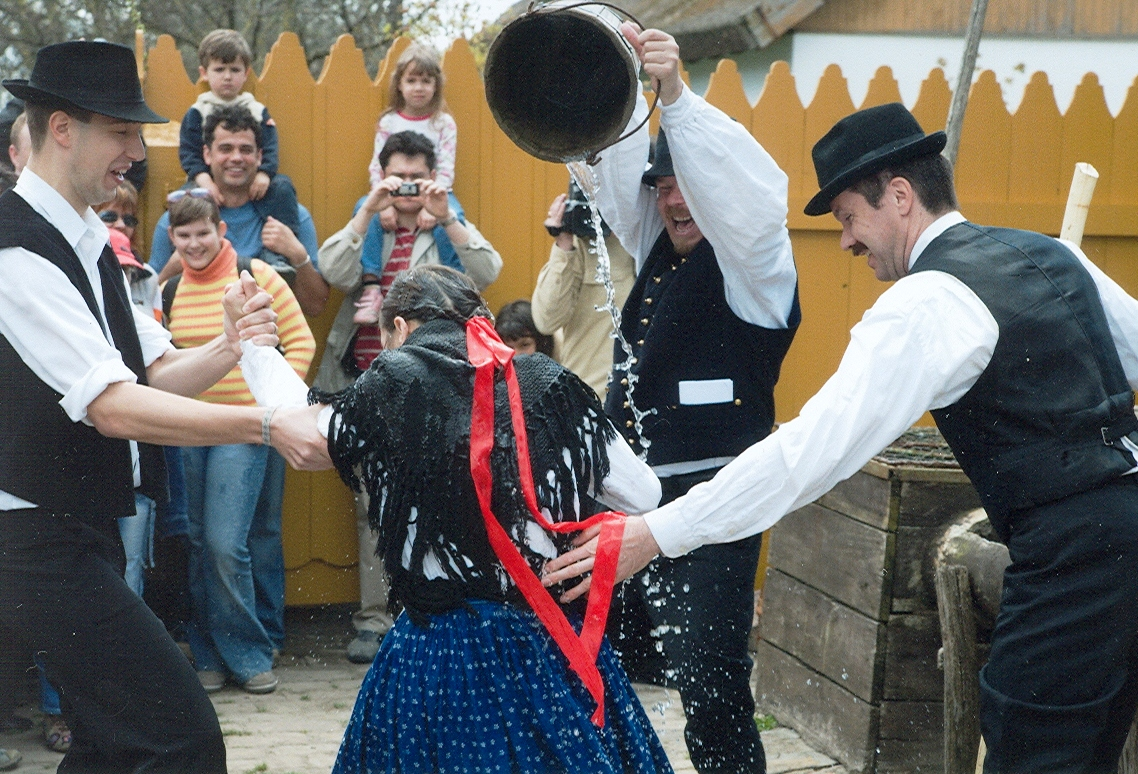
Húsvéti locsolkodás 2009-ben Ópusztaszeren

Hagyomány alatt általában az elődök örökségéből azokat a cselekvéseket, dolgokat értjük, amelyeket nemzedékről nemzedékre változatlan formában tesznek és készítenek az adott társadalom tagjai szociokulturális öröklés (beleszületik az egyén az adott társadalomba és tovább viszi ősei hagyományait) alapján. A hagyományok az adott társadalom értékrendjét, világszemléletét tükrözik. A hagyományok nem mindig racionálisak, sokszor nem állják ki a tudomány próbáját. A hagyományok szerint élő társadalom a hagyományos társadalom. 
Speciális értelemben a tradicionalitás névvel jelölt szellemi áramlat tradíció-felfogását jelentő kifejezés. Ekkor – a jobb elkülöníthetőség érdekében – nagybetűvel írandó (Hagyomány).